# 细叶天芥菜
细叶天芥菜（学名：Heliotropium strigosum）为紫草科天芥菜属的植物。分布于印度、印度尼西亚、非洲以及中国大陆的福建、沿海岛屿、广东等地，生长于海拔540米至40米的地区，多生长于砂地和山坡丛林，目前已由人工引种栽培。

## 异名
- Heliotropium strigosum Willd. ssp. brevifolium (Wall.) Kazami